# Código de vestimenta
Un código de vestimenta es un conjunto de reglas, a menudo escritas, con respecto a la ropa. Los códigos de vestimenta se crean a partir de percepciones y normas sociales,y varían según el propósito, las circunstancias y las ocasiones. Es probable que diferentes sociedades y culturas tengan diferentes códigos de vestimenta.
Los códigos de vestimenta son indicaciones simbólicas de diferentes ideas sociales, que incluyen clase social, identidad cultural, actitud hacia la comodidad, tradición y afiliaciones políticas o religiosas.

## Significado social

### Género

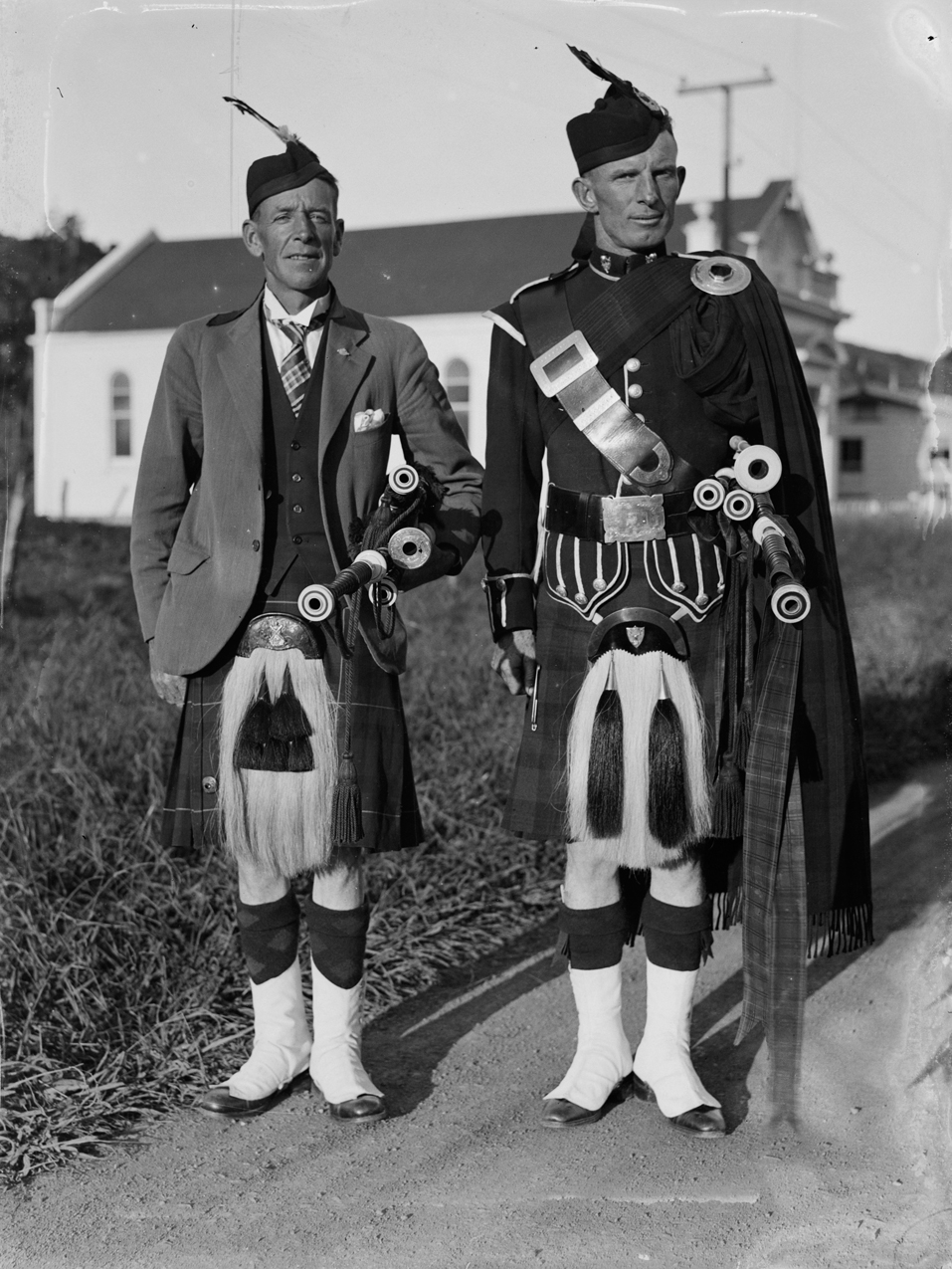
Dos hombres vestidos con ropa tradicional escocesa.

Las diferentes culturas conducen a diferentes normas culturales en cuanto a lo que deben vestir un hombre y una mujer. Por ejemplo, en Indonesia, tanto hombres como mujeres usan el sarong, un trozo de tela envuelto para formar un tubo. El envoltorio, una tela rectangular atada a la cintura, es usada por ambos sexos en partes de África occidental. La falda escocesa, que todavía se usa en muchas reuniones sociales para establecer una identidad social y cultural, representa la cúspide de la masculinidad en la sociedad tradicional escocesa.

### Estatus social
En muchas sociedades, la ropa particular puede ser un símbolo de estatus, reservado o asequible para personas de alto rango. Por ejemplo, en la antigua Roma, solo a los senadores se les permitía usar prendas teñidas con púrpura de Tiro, y en la sociedad tradicional hawaiana, solo los jefes de alto rango podían usar capas de plumas y palaoa o dientes de ballena tallados. En China antes del establecimiento de la república, solo el emperador podía vestir de amarillo.

### Ocupación
A veces, una sola prenda de vestir o un solo accesorio puede declarar la ocupación o rango dentro de una profesión. Los militares, la policía y los bomberos usualmente usan uniformes, al igual que los trabajadores en muchas industrias. Los miembros de las órdenes religiosas pueden usar uniformes conocidos como hábitos. 
Los estudiantes de educación básica y media a menudo usan uniformes escolares. Muchas escuelas de todo el mundo implementan códigos de vestimenta en el sistema escolar para evitar que los estudiantes usen prendas de vestir inapropiadas en la escuela y se cree que ayuda a influir en un entorno más seguro y profesional. 

### Afiliación étnica
En muchas regiones del mundo, los trajes y estilos nacionales en ropa y adornos declaran ser miembros de cierta aldea, casta, religión, etc. Por ejemplo, un escocés declara su clan con su tartán.

### Afiliación religiosa

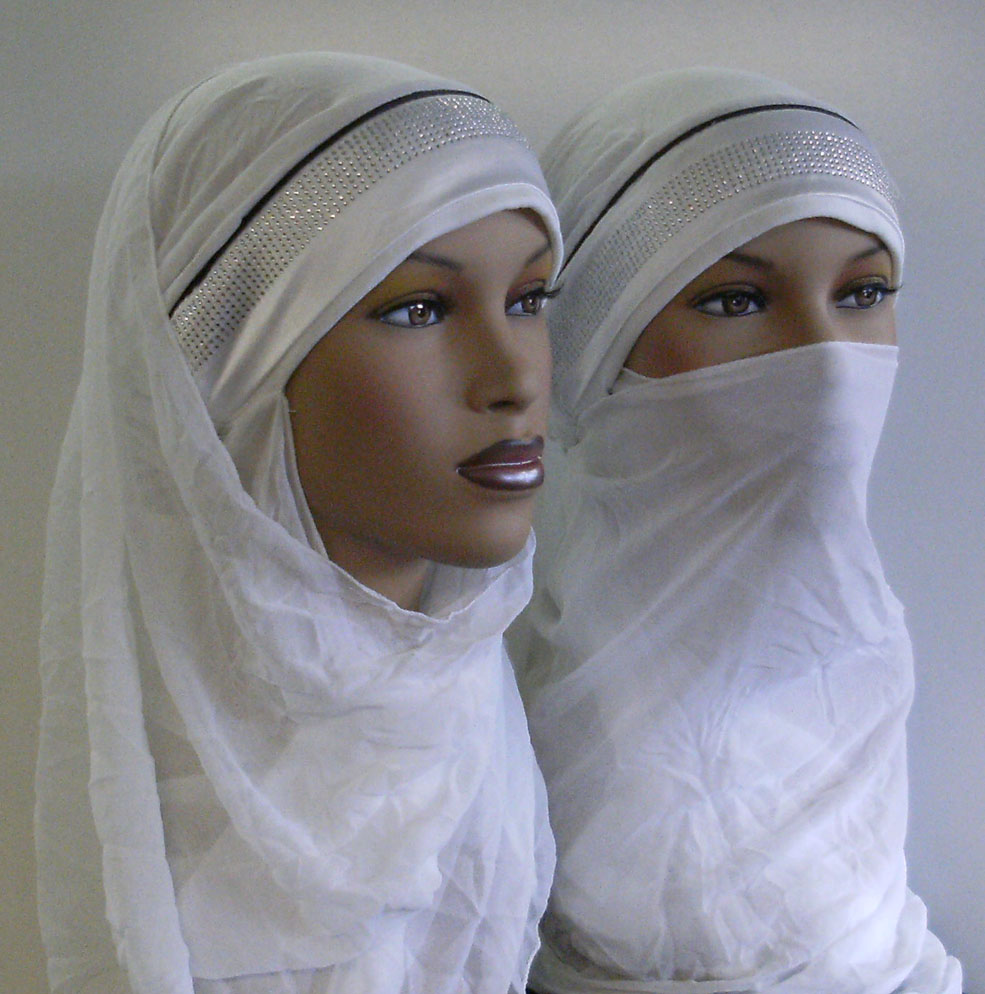
Ejemplos de velos musulmanes tradicionales

Las diferentes religiones también tienen una indumentaria que simboliza su religión. Un hombre judío o musulmán puede mostrar su afiliación religiosa usando una gorra y otra ropa tradicional. Un hombre judío puede indicar su observancia del judaísmo usando una kipá. Muchas mujeres musulmanas usan cubiertas para la cabeza o el cuerpo (como hijab, burqa o niqab, chador y abaya) que proclaman su condición de mujeres respetables y cubren su belleza.

### Estado civil
Tradicionalmente, las mujeres hindúes usan sindoor, un polvo rojo, en la separación de su cabello para indicar su estado civil. Si son viudas, dejan de usar sindoor y joyas y usan ropa blanca simple. Sin embargo, esto no es cierto para todas las mujeres hindúes. En el mundo moderno, esto no es una norma y las mujeres sin pecado no necesariamente no están casadas.
En muchos círculos judíos ortodoxos, las mujeres casadas se cubren la cabeza con un sombrero, una redecilla o una peluca. Además, después de su matrimonio, los hombres judíos de ascendencia Ashkenazi comienzan a usar un talit durante la oración.
Los hombres y las mujeres del mundo occidental pueden usar anillos de boda para indicar su estado civil, y las mujeres también pueden usar anillos de compromiso cuando están comprometidas.

## Leyes y normas sociales
Cada país tiene su propio conjunto de valores y normas culturales. Dichas normas y leyes con respecto a la ropa están sujetas a cambios dependiendo de la región y la cultura. Por ejemplo, la desnudez es algo que cambia en aceptabilidad dependiendo del lugar. En Nueva Guinea y Vanuatu, hay áreas donde es habitual que los hombres usen nada más que vainas para el pene en público. Las mujeres usan faldas de hilo. En áreas remotas de Bali, las mujeres pueden ir en topless. Esto es poco común en los países más occidentales. Aunque en algunas partes de América y Europa hay playas nudistas.
Las leyes de vestimenta varían considerablemente en todo el mundo. En general, en la mayoría de los países, no hay leyes que prescriban qué ropa se debe usar. Sin embargo, los estándares comunitarios de vestimenta se establecen indirectamente mediante el enjuiciamiento de aquellos que usan algo que no está socialmente aprobado. Las personas que usan ropa insuficiente pueden ser procesadas en muchos países por varios delitos denominados exposición indecente, indecencia pública u otras descripciones. En general, estos delitos no definen por sí mismos qué es y qué ropa no es aceptable para constituir el delito, y dejan que un juez determine qué hacer en cada caso.
La mayoría de las leyes de vestimenta se refieren a qué partes del cuerpo no deben exponerse a la vista. Algunos países tienen leyes estrictas de vestimenta, como en algunos países islámicos. Otros países son más tolerantes a la vestimenta no convencional y se relajan con la desnudez. Muchos países tienen diferentes leyes y costumbres para hombres y mujeres, lo que puede permitirse o percibirse a menudo varía según el género.

## Códigos de vestimenta privados
Muchos lugares tienen su propio código de vestimenta privado. Estas organizaciones pueden insistir en códigos de vestimenta o normas particulares en situaciones particulares.

### Lugar de trabajo
A veces se requiere que los empleados usen un uniforme o ciertos estándares de vestimenta, como un traje de negocios o corbata. Esto puede depender de situaciones particulares, por ejemplo, si se espera que interactúen con los clientes.
En los países occidentales, estas políticas varían según la industria con abogados, banqueros y ejecutivos que a menudo usan traje y corbata. Algunas empresas observan que las leyes contra la discriminación restringen la determinación de la vestimenta adecuada e inapropiada en el lugar de trabajo. Exigir que hombres y mujeres se vistan de manera diferente en el lugar de trabajo puede ser cuestionado porque los códigos de vestimenta específicos de género se basarían en un sexo y podrían considerarse estereotípicos. La mayoría de las empresas tienen autoridad para determinar y establecer qué ropa de trabajo pueden requerir de sus trabajadores. En general, un código de vestimenta cuidadosamente redactado y aplicado consistentemente no viola las leyes contra la discriminación. Siempre y cuando el código de vestimenta no favorezca a un género sobre el otro, la ley generalmente acepta que los empleadores tengan un código de vestimenta privado.
En todo caso lo que se busca es evitar que se use vestimenta inapropiada (conocido coloquialmente como andar "desaliñado").

### Ropa formal
En las naciones occidentales, un código de vestimenta "formal" o "de etiqueta" generalmente significa frac para hombres y vestidos de noche largos para mujeres. "Semi-formal" tiene una definición mucho menos precisa, pero generalmente significa una chaqueta de noche y corbata para hombres (conocida como smoking) y un vestido para mujeres. "Casual de negocios" generalmente significa no usar corbatas o trajes, sino usar camisas con cuello y pantalones (no negros, pero más relajados aunque no demasiado informales como un jean). "Informal" generalmente solo significa ropa para el torso, las piernas y los zapatos. 

### Informal de negocios
La vestimenta informal de negocios es un código de vestimenta popular en el lugar de trabajo que surgió en los lugares de trabajo de cuello blanco en los países occidentales en la década de 1990, especialmente en los Estados Unidos y Canadá. Muchas empresas de tecnología de la información en Silicon Valley fueron las primeras en adoptar este código de vestimenta. A diferencia de la ropa formal de negocios, como trajes y corbatas, el código de vestimenta informal de negocios no tiene una definición generalmente aceptada. Su interpretación difiere ampliamente entre las organizaciones y es a menudo una causa de confusión entre los trabajadores.
El portal de empleo Monster.com ofrece esta definición: "En general, informal de negocios significa vestirse profesionalmente, verse relajado, pero ordenado y unido". Una definición más pragmática es que la vestimenta informal de negocios es el término medio entre la ropa formal de negocios y la ropa de calle. En general, las corbatas se excluyen de la vestimenta informal de negocios, a menos que se usen de manera no tradicional. La aceptabilidad de los jeans y la ropa de tela de mezclilla varía. Algunas empresas los consideran descuidados e informales.

## Rebelión contra los códigos de vestimenta
Hay un conjunto de leyes y normas escritas y más a menudo no escritas sobre el código de vestimenta en muchos países. La actitud social hacia estas normas y sus supuestos ha llevado a una reacción violenta contra estas normas sociales y se ha convertido en una forma tradicional de rebelión. Un ejemplo de rebelión de los códigos generales de vestimenta universal es el crossdressing, traducible al español como vestuario cruzado. El crossdressing se define como usar ropa típica del sexo opuesto. Esta es una rebelión a los códigos de vestimenta, porque va en contra de la mayoría de las normas sociales de un código de vestimenta general para hombres y mujeres.
En los Estados Unidos, el Movimiento "Free the Nipple" es una campaña global que busca la igualdad y el empoderamiento de las mujeres cuando se trata del código de vestimenta. Surgió como una reacción a la idea de que era socialmente aceptable que los hombres aparecieran sin camisa en público, mientras que una mujer que apareciera en topless en público sería interpretada como indecente. 